# Campionato americano femminile di pallacanestro 1995
Il 3º Campionato americano femminile di pallacanestro FIBA (noto anche come FIBA Americas Championship for Women 1995) si svolse nel 1995 a Hamilton, in Canada.
I Campionati americani femminili di pallacanestro sono una manifestazione biennale tra le squadre nazionali organizzato dalla FIBA Americas. L'edizione 1995 garantiva alle prime due classificate l'accesso diretto al Torneo olimpico 1996.

## Squadre partecipanti
- Argentina
- Canada
- Cile
- Cuba
- Porto Rico

## Prima fase

### Girone di qualidicazione
| Squadra    | G | V | P | PF  | PS  | DP   |
| ---------- | - | - | - | --- | --- | ---- |
| Cuba       | 4 | 4 | 0 | 383 | 228 | +155 |
| Canada     | 4 | 3 | 1 | 353 | 213 | +140 |
| Porto Rico | 4 | 2 | 2 | 229 | 303 | -74  |
| Argentina  | 4 | 1 | 3 | 214 | 307 | -93  |
| Cile       | 4 | 0 | 4 | 209 | 337 | -128 |

### Risultati
| Hamilton 1995 | Porto Rico | 67 – 48 (25-25) | Argentina |  |

| Hamilton 1995 | Canada | 91 – 42 (44-20) | Cile |  |

| Hamilton 1995 | Cuba | 94 – 61 (50-21) | Argentina |  |

| Hamilton 1995 | Canada | 97 – 46 (42-28) | Porto Rico |  |

| Hamilton 1995 | Argentina | 66 – 64 (39-36) | Cile |  |

| Hamilton 1995 | Cuba | 96 – 43 (44-24) | Porto Rico |  |

| Hamilton 1995 | Porto Rico | 73 – 62 (32-27) | Cile |  |

| Hamilton 1995 | Cuba | 86 – 83 (48-43) | Canada |  |

| Hamilton 1995 | Cuba | 107 – 41 (62-17) | Cile |  |

| Hamilton 1995 | Canada | 82 – 39 (39-25) | Argentina |  |

## Fase finale

### Semifinali
| Hamilton 1995 | Cuba | 90 – 32 (42-12) | Argentina |  |

| Hamilton 1995 | Canada | 70 – 41 (33-19) | Porto Rico |  |

### Finale
| Hamilton 1995 | Canada | 80 – 73 (32-45) | Cuba |  |

## Classifica finale
| Campione del Mondo | Campione del Mondo | Campione del Mondo                                                          |
| --- | ------------------ | --------------------------------------------------------------------------- |
| CanadaBlackwell, Boucher, Evans, Jerant, Johnston, Karch, Lange, Molcak, Norman, Smith, Stewart, Thompson, All. Peter Ennis |                    |                                                                             |
| Argento | Cuba               | Template:Cuba femminile di pallacanestro ai campionati americani 1995       |
| Bronzo | Porto Rico         | Template:Porto Rico femminile di pallacanestro ai campionati americani 1995 |
| 4. | Argentina          | Template:Argentina femminile di pallacanestro ai campionati americani 1995  |
| 5. | Cile               | Template:Cile femminile di pallacanestro ai campionati americani 1995       |